# Elite Model Look

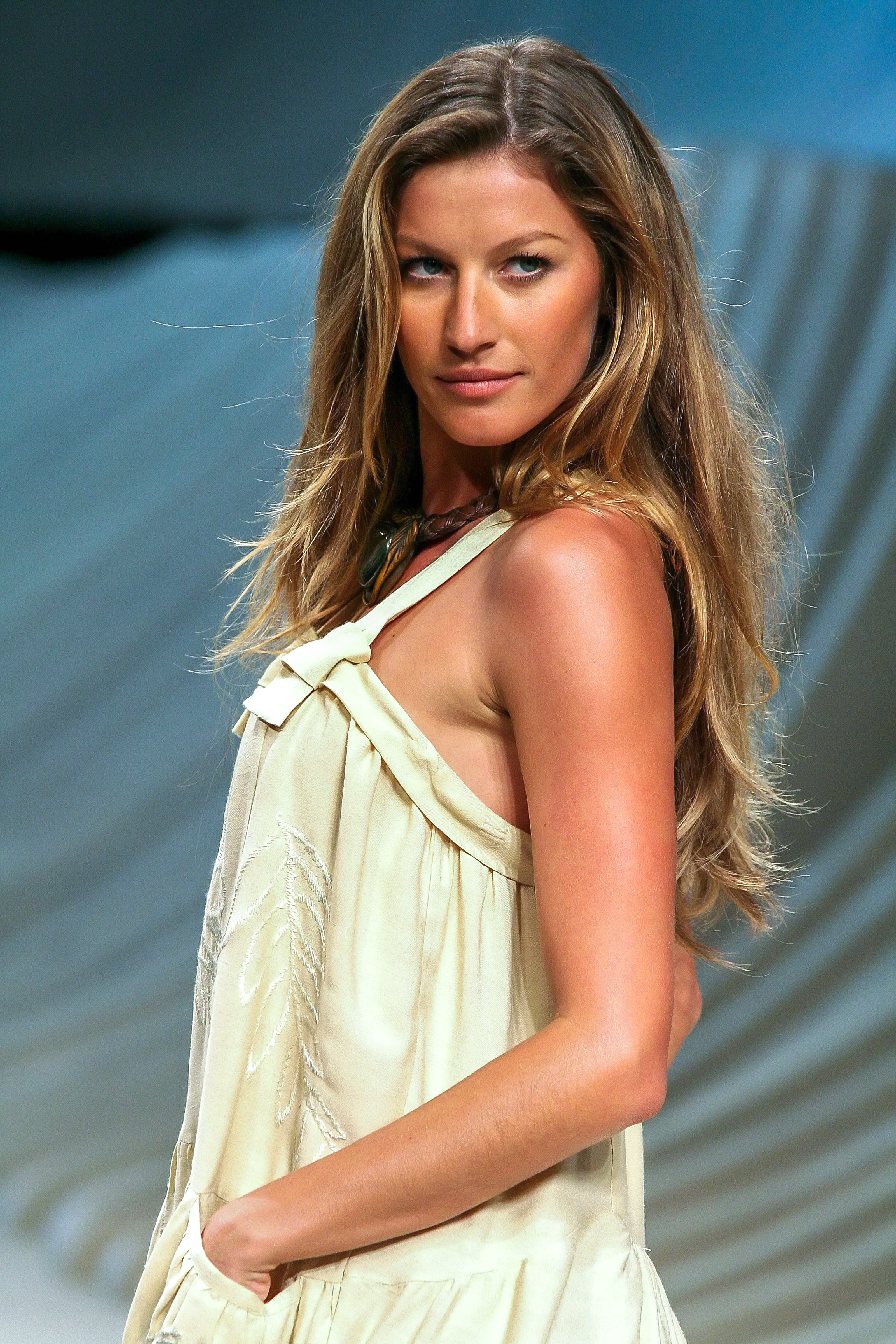
Gisele Bündchen đã tham dự vòng chung kết thế giới của Elite Model Look năm 1994, nơi cô lọt vào Top 6 nhưng cuối cùng không giành chiến thắng

Elite Model Look là một sự kiện thời trang thường niên do Elite Model Management tổ chức, đây là một tổ chức quốc tế quản lý người mẫu.
Trong những năm trước, vòng chung kết tại Mỹ đã từng được các kênh truyền ghi nhận và ví von là "Cái máy đào tạo Siêu mẫu", đã được phát trên E! Entertainment Television.

## Địa điểm tổ chức
Hằng năm, có hàng trăm nghìn cô gái đến từ khắp nơi trên thế giới tham gia tranh tài tại một địa phương để giành lấy cơ hội đại diện cho quốc gia trong cuộc thi chung kết thế giới. Chung kết Elite Model Look đã được tổ chức tại:
- 1983 Acapulco, México
- 1984 Mauritius
- 1986 Forte dei Marmi, Ý
- 1987 Taormina, Sicilia
- 1988 Atami, Nhật Bản
- 1989 Paris, Pháp
- 1990 Rio de Janeiro, Brasil
- 1991 New York City, Mỹ
- 1992 New York City, Mỹ
- 1993 Miami Beach, Mỹ
- 1994 Ibiza, Tây Ban Nha
- 1995 Seoul, Hàn Quốc
- 1996 Nice, Pháp
- 1997 Nice, Pháp
- 1998 Nice, Pháp
- 1999 Nice, Pháp
- 2000 Geneva, Thụy Sĩ
- 2001 Nice, Pháp
- 2002 Tunis, Tunisia
- 2003 Singapore
- 2004 Thượng Hải, Trung Quốc
- 2005 Thượng Hải, Trung Quốc
- 2006 Marrakech, Maroc
- 2007 Praha, Cộng hòa Séc
- 2008 Tam Á, Trung Quốc

## Người nắm giữ danh hiệu Elite Model Look
| 1983 | Lisa Hollenbeck        | Hoa Kỳ       |
| 1985 | Frederique Van Der Wal | Hà Lan       |
| 1986 | Maria Lindkvist        | Thụy Điển    |
| 1987 | Debbie Chin            | Hoa Kỳ       |
| 1988 | Kelly Browne           | Hoa Kỳ       |
| 1989 | Ines Sastre            | Tây Ban Nha  |
| 1990 | Wendy Weldhuis         | Hà Lan       |
| 1991 | Ingrid Seynhaeve       | Bỉ           |
| 1992 | Mariamm Molski         | Hoa Kỳ       |
| 1993 | Heidi Albertsen        | Đan Mạch     |
| 1994 | Natalia Semanova       | Nga          |
| 1995 | Sandra Wagner          | Thụy Sĩ      |
| 1996 | Diana Kovalchuk        | Ukraina      |
| 1997 | Yfke Sturm             | Hà Lan       |
| 1998 | Alina Puscau           | România      |
| 1999 | Vika Sementsova        | Ukraina      |
| 2000 | Linda Vojtova          | Cộng hòa Séc |
| 2001 | Rianne Ten Haken       | Hà Lan       |
| 2002 | Ana Mihajlovic         | Nam Tư       |
| 2003 | Denisa Dvoncova        | Slovakia     |
| 2004 | Sofie Oosterwaal       | Hà Lan       |
| 2005 | Charlotte Taillard     | Pháp         |
| 2006 | Denisa Dvorakova       | Cộng hòa Séc |
| 2007 | Jennifer Messelier     | Pháp         |
| 2008 | Louise Maselis         | Bỉ           |

## Các gương mặt đáng nhớ
- Alessandra Ambrosio
- Lara Stone
- Raica Oliveira
- Linda Vojtova
- Linda Evangelista
- Yfke Sturm
- Ingrid Seynhaeve
- Tatjana Patitz
- Kristanna Loken
- Cindy Crawford
- Stephanie Seymour
- Gisele Bündchen
- Jennifer Williams
- Renata Ruiz
- Kristina Rostad
- Ana Beatriz Barros
- Frederique van der Wal
- Karen Mulder
- Dayana Mendoza
- Ujjwala Raut
- Katie Nauta
- Diane Kruger
- McKey Sullivan